# Roberto Alomar
Roberto Alomar Velázquez, detto Robbie (Ponce, 5 febbraio 1968), è un ex giocatore di baseball portoricano di ruolo seconda base nella Major League Baseball (MLB). È stato introdotto nella National Baseball Hall of Fame nel 2011.

## Carriera
Alomar firmò il 16 febbraio 1985, come free agent, con i San Diego Padres. Debuttò nella MLB il 22 aprile 1988, al Jack Murphy Stadium di San Diego contro gli Houston Astros. Nel corso della sua carriera, fu convocato dieci volte per l'All-Star Game, vinse per dieci volte il Guanto d'oro (un record per un giocatore nel ruolo di seconda base) e per quattro volte il Silver Slugger Award, questo il terzo risultato di tutti i tempi per una seconda base. Giocò la sua ultima partita in Major League il 5 settembre 2004. Sottoscrisse un contratto con i Tampa Bay Devil Rays il 20 gennaio 2005, ma il 19 marzo prima dell'inizio della stagione annunciò il ritiro.
Il 5 gennaio 2011 fu introdotto nella Baseball Hall of Fame, al suo secondo anno di eleggibilità. Divenne il primo Hall of Famer ad esservi introdotto come membro dei Toronto Blue Jays, la squadra con cui vinse due World Series consecutive, nel 1992 e 1993 e che ha ritirato il suo numero 12.

## Palmarès

### Club
- World Series: 2

Toronto Blue Jays: 1992, 1993

### Individuale
- MLB All-Star: 12

1990, 1991, 1992, 1993, 1994, 1995, 1996, 1997, 1998, 1999, 2000, 2001
- Gold Glove Award: 10

1991, 1992, 1993, 1994, 1995, 1996, 1998, 1999, 2000, 2001
- Silver Slugger Award: 4

1992, 1996, 1999, 2000
- MVP dell'All-Star Game: 1

1998
- MVP dell'American League Championship Series: 1

1992
- Numero 12 ritirato dai Toronto Blue Jays